# Ясколды
Ясколды (бел. Яскалды) — деревня в Берестовицком районе Гродненской области Беларуси. Входит в состав Пограничного сельсовета.

## География
Деревня находится в западной части Гродненской области, к северу от автодороги Р-99, на расстоянии приблизительно 13 километров (по прямой) к югу от городского посёлка Большая Берестовица, административного центра района. Абсолютная высота — 154 метра над уровнем моря. Площадь населённого пункта — 0,1648 км².

## История
По состоянию на 1905 год, в Яскулдах проживало 115 человек. В административном отношении околица входила в состав Свислочской волости Волковысского уезда Гродненской губернии. Также упоминаются три одноимённых близлежащих деревни с совокупным населением 174 человека.
Согласно Рижскому мирному договору (1921), деревня вошла в состав межвоенной Польши. Входила в состав гмины Свислочь Волковысского повета Белостокского воеводства. В 1921 году числилось 53 жителя, проживавших в 10 домах. В этническом составе населения того периода белорусы составляли 88,7 %, поляки — 11,3 %. В конфессиональном составе населения преобладали православные христиане (88,7 %) и католики (11,3 %).
С 1939 года в БССР.

## Население
По данным переписи 2019 года, в деревне проживало 14 человек.
| Год  | Население, человек |
| ---- | ------------------ |
| 1905 | 115                |
| 1921 | ↘ 53               |
| 2009 | ↘ 32               |
| 2019 | ↘ 14               |